# Gregorianum
Gregorianum est une revue trimestrielle plurilingue de théologie catholique dirigée par des professeurs de l’Université grégorienne de Rome. Elle fut fondée en 1920.

## Histoire
Une revue de droit canonique Periodica existe depuis 1911, à la Grégorienne. Elle participa à la rédaction du premier code (complet) de droit canonique de l’Église catholique. En 1920, 10 ans avant l’installation de l’Université grégorienne sur son nouveau site de la 'Piazza della Pilotta', parait le premier numéro de la nouvelle revue ‘Gregorianum’ (janvier 1920) Le premier directeur est le théologien jésuite italien Giuseppe Filograssi, mais, transféré hors de Rome, il est presqu’immédiatement remplacé par le père Domenico Palermo Lazzarini.
Les articles sont presque tous écrits par des membres de la Compagnie de Jésus. Le premier auteur non jésuite est Artur Landgraf qui publie un article sur la théologie médiévale en 1928. La première femme à ‘paraitre’ dans Gregorianum est Anneliese Maier, historienne de la pensée médiévale: en 1946. Depuis lors la présence de non-jésuites ne cesse d’augmenter, comme dans le corps professoral de l’université.
Durant près d’un siècle la revue participe à tous les grands débats qui animent l’Église catholique, particulièrement lors de la préparation du concile Vatican II et le renouveau pastoral et théologique qui s’ensuivit. De nombreux collaborateurs de la revue furent des ‘periti’ au concile Vatican II. La tendance idéologique, comme l’Université grégorienne à laquelle la revue est liée, est plutôt celle d’un catholicisme conservateur, sans être rigide. La publication de Gregorianum fut suspendue durant les années de guère 1940-1945.
En 2017 le directeur de la revue est le jésuite polonais Henryk Pietras, professeur de théologie à l’Université grégorienne.

## Contenu
La revue parait quatre fois par an (le volume annuel fait approximativement 900 pages) et accueille des contributions de niveau académique dans les domaines suivant : Écriture sainte, théologie (fondamentale, dogmatique, patristique, sacramentelle, morale, sociale), spiritualité, philosophie et sciences humaines. Les six langues d’Europe occidentale sont acceptées : allemand, anglais, espagnol, français, italien, portugais. 
Outre les articles la revue publie dans chaque numéro des chroniques sous les titres : 
- Nota (comptes-rendus groupés, avec analyse critiques, de livres sur le même thème),
- Recensiones (comptes-rendus de livres),
- Indicationes (informations brèves à propos de récentes publications),
- Libri Nostri (Comptes-rendus de livres écrits par des professeurs de l’Université grégorienne),
- Opera accepta (liste de livres reçus par la rédaction de la revue).

## Liste des directeurs de la revue
1. 1920: Giuseppe Filograssi
2. 1920-1935: Domenico Palermo Lazzarini
3. 1935-1945: Charles Boyer
4. 1945-1951: Georges Delannoye
5. 1951-1954: Zoltán Alszeghy
6. 1954-1958: Filippo Selvaggi
7. 1958-1968: William A. Van Roo
8. 1968-1971: Pierre Henrici
9. 1971-1985: Karl Becker
10. 1985-2003: Jacques Dupuis
11. 2003-2011: Paul Gilbert
12. 2011-2016: Roland Meynet
13. 2016-          Henryk Pietras